# تاکایوکی یاماگوچی (صداپیشه)
تاکایوکی یاماگوچی (انگلیسی: Takayuki Yamaguchi; December 28 – ) صداپیشه اهل ژاپن بود. وی از سال ۱۹۹۸ میلادی تاکنون مشغول فعالیت بوده‌است.